# Тхіхатхура I
Тхіхатхура I (*бірм. သီဟသူရ; 1 травня 1431 — 1480) — 11-й володар царства Ава у 1468—1480 роках.

## Життєпис
Походив з династії Паган-Пінья. Старший син Нарапаті, намісника П'ї, та Атули Тірі Магадххамма Язадеві. Народився в 1431 році. 1442 року після сходження його батька на трон Ави був оголошений ейншейміном (спадкоємцем). 1468 року після смерті батька (внаслідок поранення середнім сином Тхіхатхури) успадкував владу
Тхіхатхура I не покарав сина, а натомість дозволив йому одружитися з дівчиною, заради якої він смертельно пораним свого діда, віддавши міста Сакут, Салін, Баунглін, Леґаїн, Міо-хтіт, Таунгта, Міндон, Тхаєт, М'єде, Кан'їн, і М'яунг. Старшого сина Мінхаунга призначив ейншейміном. Молодший син Міньєчавсва отримав Яметхін для управління.
У відповідь його мати, що була шокована рішенням свого Тхіхатхури I не карати сина за злочив, і підбурила Лет'я Зала Тхінґ'яна, намісника Таунгу, до повстання, яке підтримала держава Гантаваді. Володар Ави відправив проти Таунгу армію під командуванням Сітху Чавтіна, якого супроводжували двоє його синів. 1470 року повстання було придушено. Бунтівного намісника було схоплено та відправлено до Ави. Новим намінсиком став Сітху Чавтін.
За цим придушив повстання на чолі із Мінгісва, намісником П'ї. Більше уваги приділяв шанськім князівства Могн'їн і Муанг Мао на півночі, які стали проводити більш самостійну політику. У 1472 році він звернувся до імперії Мін щодо визнання цих князівств за Авою. У відповідь мінський уряд зауважив на необхнодість вільного проходу торгівельного шляху шанськими князівствами до Ави.
У 1474 році Тхіхатхура I відправив посольство до Сенасаммати Вікрамабагу, магараджи Канді, з коштовними подарунками, зокрема мітлою з волосся правителя Ави та його головної дружини Амейтта Тхірі та ручкою, всіяну коштовним камінням, щоб підметати підлогу Храму Зуба Будди.
У 1475 році за допомогою шанського князівства Сіпау (Тібау) змусив інше шанське князівство Явнхве (Ньяунгшве) визнати свою зверхність. На початку 1476 року відправив військо проти Гантаваді та здійснив набіг на Кавлію поблизу Лайнга. У 1476 році Сітху Чавтін, намісник Таунгу, розширив своє місто. Амати (міністри) Тхіхатхура I потрактували це як намір повстати. Але правитель відповився міняти намісника Таунгу.
Наприкінці 1476 року особисто очолив військову кампанію проти Могн'їн та Муанг Мао. Тхіхатхура I очолював 7-тисячне військо, а його молодший син Міньєчавсва 7 тис. піхоти, 6 тис. вершників, 300 слонів. В результаті швидких та потужних дій авських військ шанські собва (князі) вимушені були підкоритися.
Помер у серпні 1480 року. Йому спадкував старший син Мінхаунг II.